# بئر غرس

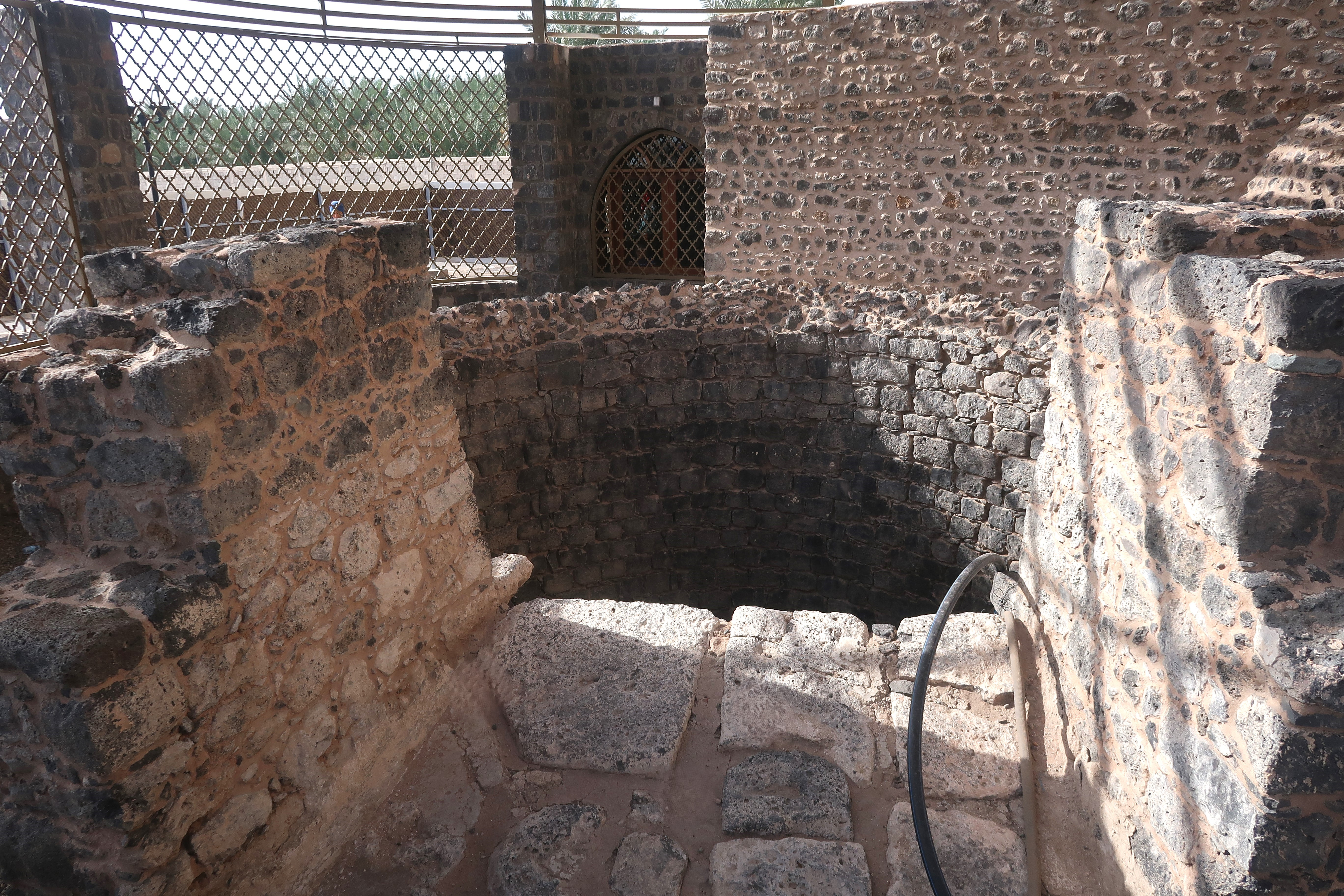
بئر غرس في المدينة المنوَّرة

بئر غرس إحدى آبار المدينة المنورة، بضم أو بفتح الغين ثم سكون الراء، ويقال بئر الأغرس، والغرس الفسيل والشجر، وتعد بئر غرس من الآبار التي توضأ منها الرسول وأهرق بقية وضوئه فيها، كما كان الرسول يشرب من هذه البئر ويستعذب له منها، وأوصى أن يغسل من مائها، فقد روى ابن ماجه عن علي بن أبي طالب قال: قال رسول الله: يا علي إذا أنا مت فاغسلوني بسبع قرب، من بئري بئر غرس. وعن أنس بن مالك قال: ائتوني بماء من بئر غرس، فإني رأيت رسول الله يشرب منها ويتوضأ، وتقع البئر بمنطقة قربان شرقي مسجد قباء بالقرب من تقاطع طريق الهجرة مع شارع قربان.

## الأهمية التاريخية
بئر غرس من الآبار المأثورة في المدينة المنورة؛ وذكرت المصادر التاريخية أنها من آبار النبي صلى الله عليه وسلم. وتحدد المصادر موقعها بأنها بقباء على نحو نصف ميل إلى جهة الشمال الشرقي من مسجد قباء، و بعدما جرى من تطوير في خارطة المدينة المنورة في العصر السعودي فهي توصف بأنها تقع بمنطقة قباء، حي قربان، ولا تزال البئر موجودة حتى اليوم.
وتذكر المصادر التاريخية أن بئر غرس احتفرها مالك بن النحاط، وهو جد سَعْد بْن مَيْثخ بْن الحارث بْن مَالِك بن النحاط،
الذي نزل رسول الله صلى الله عليه وسلم بداره عند قدومه إلى المدينة مهاجرا من مكة وكان سعد بن خيثمة هو مالك البئر في ذلك الزمن .
ونسب إلى بئر غرس روايات ورد ان النبي صلى الله عليه وسلم قد شرب منها ودعاؤه لها بالبركة، وثناؤه عليها ووضوؤه منها وإراقة بقية وضوئه فيها وسكب ما أهدي اليه من عسل فيها، ورؤيته أنه أصبح على بئر من آبار الجنة ، فأصبح عليها وبصق فيها، ووصيته لعلي بن أبي طالب بأن يغسله بسبع قرب منها حين وفاته ونسبته البئر إليه بقوله بئري .

## المراجع

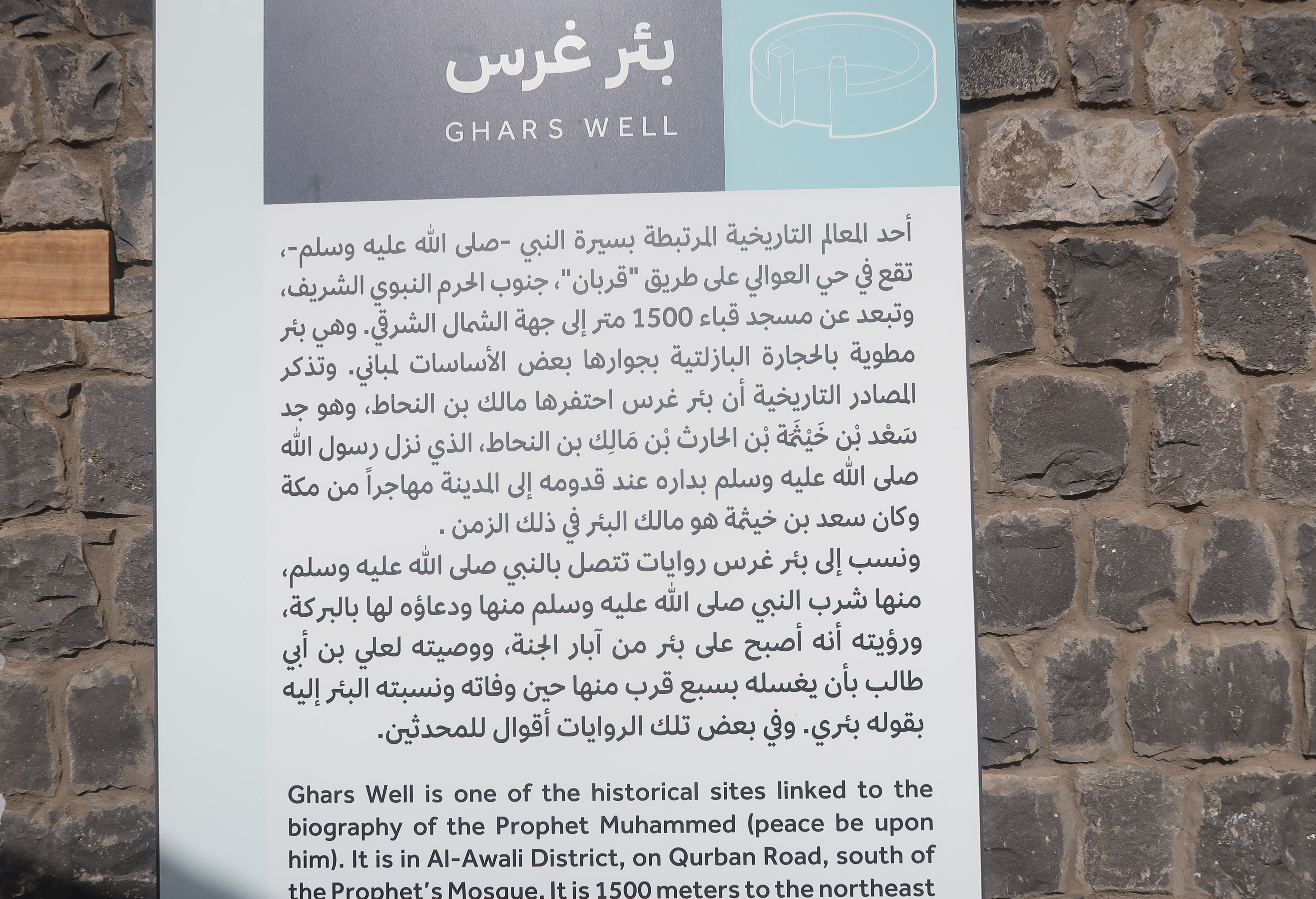
تعريف ببئر غرس في المدينة المنوَّرة